# Tabernaemontana columbiensis
Tabernaemontana columbiensis là một loài thực vật có hoa trong họ La bố ma. Loài này được (L.Allorge) Leeuwenb. miêu tả khoa học đầu tiên năm 1987.